# Šumarski inženjer
Šumarski inženjer je stručnjak koji se bavi planiranjem, organizacijom i nadzorom gospodarenja šumama te lovnim gospodarstvom. Ovo zanimanje zahtijeva visoku stručnu spremu iz područja šumarstva. Šumarski inženjer ima ključnu ulogu u održivom gospodarenju šumama i lovištima, pri čemu mora voditi računa o ekološkim, ekonomskim i socijalnim aspektima upravljanja prirodnim resursima.

## Gospodarenje šumama
Na području gospodarenja šumama, šumarski inženjer obavlja niz ključnih aktivnosti. Prije početka radova izrađuju se detaljni planovi poslovanja i proizvodnje za održivo upravljanje šumskim resursima. Stručni timovi pripremaju elaborate biološke reprodukcije šuma koji osiguravaju njihovu dugoročnu obnovu. Šumarski stručnjaci vrše pažljiv odabir stabala za sječu, vodeći računa o vitalnosti i održivosti šume. 
Prije izvođenja radova provodi se kategorizacija radilišta te se određuje najprikladnija tehnologija rada za pojedine lokacije. Šumarski radovi se kontinuirano organiziraju i nadziru kako bi se osigurala njihova kvalitetna provedba. Redovito se vode evidencije svih aktivnosti te se izrađuju detaljna izvješća o obavljenim radovima. Tijekom cijelog procesa pomno se prati izvršenje svih propisa navedenih u gospodarskoj osnovi.

## Znanstveno-istraživački rad
U sklopu znanstveno-istraživačkog rada, šumarski inženjeri obavljaju osnivanje i praćenje stalnih kontrolnih ploha kako bi dugoročno pratili promjene u šumskom ekosustavu. Redovito provode fenološka i hidrološka motrenja koja daju važne podatke o životnim ciklusima biljaka i vodnim režimima u šumi. 
Posebnu pozornost posvećuju praćenju uroda šumskog sjemena, što je ključno za prirodnu obnovu šuma. Kontinuirano vode evidenciju pojave biljnih bolesti i sušaca, što omogućuje pravovremeno reagiranje na potencijalne prijetnje zdravlju šume.
Aktivno sudjeluju na stručnim i znanstvenim radionicama gdje razmjenjuju iskustva i nova saznanja s drugim stručnjacima u području šumarstva.

## Lovstvo
Pojedini inženjeri šumarstva bave se i lovstvom. Organiziraju i nadziri cjelokupan rad u lovištima kako bi osigurali pravilno gospodarenje. Redovito provode kontrolu rada lovnika i čuvara lovišta radi održavanja kvalitete usluge. Zaduženi su za provedbu i nadzor lova u skladu s lovnogospodarskom osnovom i važećim propisima. Nakon lova organiziraju pravilno postupanje s odstrijeljenom divljači prema sanitarnim standardima. Stručno pripremaju i obrađuju lovačke trofeje prema pravilima struke. Svakodnevno vode svu zakonom propisanu dokumentaciju o aktivnostima u lovištu. Aktivno surađuju sa znanstvenim i nastavnim institucijama u svrhu unapređenja lovnog gospodarstva.

## Ostale aktivnosti
Inženjeri šumarstva obavljaju redovitu kontrolu primjene svih propisanih mjera zaštite na radu u šumarstvu u skladu s važećim zakonskim propisima. Svakodnevno provode nadzor pravilnog korištenja osobne zaštitne opreme od strane svih zaposlenika. 
Aktivno surađuju s Odjelom za uređivanje šuma na planiranju i provedbi zajedničkih projekata izmjere šuma i izrade osnove gospodarenja. 
Inženjeri šumarstva također pripremaju cjelokupnu dokumentaciju potrebnu za inspekcijske nadzore te osiguravaju njenu potpunost i ažurnost. Sudjeluju u izradi općih akata koji se odnose na šumarstvo, uključujući osnove gospodarenja i godišnje planove.